# دومینه (ماهی)
دومینه (ماهی) (نام علمی: Epinnula magistralis) نام یک گونه از تیره چرب‌گوشتان است.